# Carla Badiali
Pour les articles homonymes, voir Badiali.
Carla Badiali (née à Novedrate, le 9 novembre 1907 et morte à Côme, le 7 février 1992) est une artiste et peintre italienne.

## Biographie
Native de Novedrate, en Italie, Carla Badiali fréquente plusieurs écoles françaises car sa famille a dû déménager à Saint-Étienne en France pour trouver du travail. Elle étudiera ainsi la peinture et la musique.  
De retour en Italie, à Côme, elle fréquente l'institut technico-industriel de transformation de la soie. Elle y rencontre Manlio Rho, son professeur de dessin qui l'introduit dans le groupe des abstractionnistes de Côme. La participation à ce groupe représente l'expérience artistique fondamentale de son éducation qui l'orientera par la suite vers la peinture abstraite. Tout au long de sa vie, Carla Badiali a travaillé dans deux domaines d'activité : la conception de tissus (principalement pour les entreprises et usines de soie de Côme), et la peinture à l'huile. 
Elle expose pour la première fois avec les abstractionistes de Côme en 1936 lors de l'exposition de peinture italienne moderne à la Villa Olmo à Côme.
En 1940, elle signe le Manifeste du groupe futuriste primordial avec Antonio Sant'Elia. Elle participera ainsi à de nombreux spectacles et expositions avec ce groupe d'artistes.
Durant la guerre, elle met de côté son activité artistique pour une activité antifasciste. En plus des activités organisationnelles, elle se livre à la falsification de pièces d'identité pour faciliter la couverture et l'expatriation des militants. Elle a été arrêtée en 1945 et enfermée à la prison de San Vittore à Milan pendant une courte période.
Après la Libération, elle reprend son travail dans le domaine de la conception de tissus, dessinant des tissus pour de nombreuses maisons de mode italiennes et étrangères (Chanel, Dior, Givenchy) et produisant des modèles pour la maison et l'ameublement. À partir de 1951, elle recommence à exposer ses œuvres.

## Postérité
En 2007, à l'occasion du centenaire de la naissance de l'artiste, la Fondation Antonio Ratti de Côme a créé une exposition rétrospective du travail de l'artiste dans le domaine de la création de tissus, en présentant des dessins originaux, des épreuves d'impression et des tissus, principalement des soies, réalisés par l'artiste entre les années 1920 et 1950  pour les industries de Côme.